# Cantone di Bobigny
Il Cantone di Bobigny è una divisione amministrativa dell'arrondissement di Bobigny.
A seguito della riforma complessiva dei cantoni del 2014 è passato da 1 a 2 comuni.

## Composizione
Prima della riforma del 2014 comprendeva il solo comune di Bobigny.
Dal 2015 comprende il comune di Noisy-le-Sec e parte del comune di Bobigny.